# Feel My Pain
Feel My Pain è il terzo album dei Battlezone pubblicato nel 1998.

## Tracce
1. Feel My Pain – 5:27
2. C.O.M. 98 – 6:31
3. Victim – 3:44
4. The Forgotten Ones – 6:38
5. Push – 4:26
6. Snake Eyes – 5:51
7. Smack – 6:24
8. The Black – 5:51
9. Fear Part 1 – 5:51